# Kentuck Knob

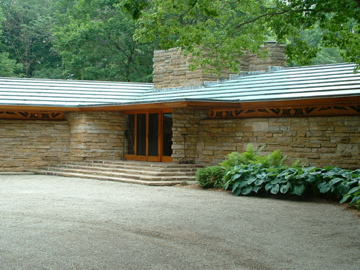
Kentuck Knob, Haupteingang

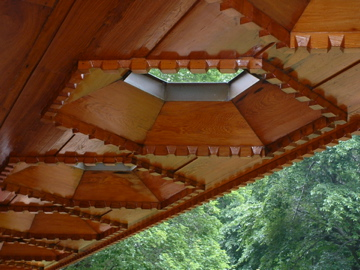
Hexagonale Oberlichter

Kentuck Knob ist ein von Frank Lloyd Wright entworfenes Privathaus für die Familie I. N. Hagan aus dem US-amerikanischen Pennsylvania, die es als Sommerhaus nutzte.
Im Jahr 1953 kaufte die Familie Hagan ein größeres Grundstück von ca. 32 Hektar in den westlichen Bergen Pennsylvanias oberhalb von Uniontown. In dieser Gegend hatten ihre Vorfahren seit Generationen gelebt. Sie waren mit den Eigentümern der elf Kilometer nördlich gelegenen Sommerresidenz Fallingwater, der Familie Kaufmann, befreundet und hatten gehofft, auch ein so schönes Domizil bauen zu können.
Die Kaufmann-Familie stellte den Kontakt zu Frank Lloyd Wright her, der zu dieser Zeit 86 Jahre alt war und mit dem Bau des Solomon R. Guggenheim Museum in New York City, der Beth Sholom Synagogue in Elkins Park, Pennsylvania und mit ca. 13 weiteren Privathäusern beschäftigt war. Er entwarf das Haus, ohne das Grundstück oder die Baustelle jemals betreten zu haben, nur in Kenntnis des Landschaftsprofils und von Fotos, die ihm vorgelegt wurden. Er platzierte das Gebäude auf dem Gipfel des ca. 620 Meter hohen namengebenden Hügels, der zu der damaligen Zeit noch ohne Baumbestand war. Dieser wurde erst später insbesondere durch Frau Hagan angepflanzt.
Das durchgehende Konstruktionsprinzip für Kentuck Knob ist das Hexagon (Sechseck). Im Zentrum steht als Hexagon die Küche, von der die Wohn-, Schlaf- und Gästeräume abzweigen. Der Architekt achtete im Sinne der organischen Architektur darauf, dass sich das Gebäude harmonisch in die Umgebung eingliedert und die Trennung zwischen Innen- und Außenraum abgemildert wird. So werden durch eine großzügig angelegte Terrasse und Fensterflächen das Licht und die Landschaft in das Haus geholt und zu einer Einheit verschmolzen. An Baumaterialien dominieren Holz und Naturstein aus der Umgebung.
Kentuck Knob ist eines der ersten Häuser, die Frank Lloyd Wright im Sinne eines Kunstwerkes auch durch Anbringen einer geprägten Metallplakette signierte.
Die Hagan-Familie nutzte Kentuck Knob mehr als 30 Jahre als Privathaus in den Sommermonaten. Die Erben verkauften es nach dem Tode von Frau Hagan im Jahr 1986 an Lord Peter Palumbo aus London in England. Er nutzt das Haus privat, hat es aber der Öffentlichkeit seit 1996 zugänglich gemacht. 
Lord Peter Palumbo erweiterte durch Zukäufe das zum Haus gehörende Grundstück wesentlich und ließ hier Skulpturen und Land-Art-Kunst von Andy Goldsworthy, Claes Oldenburg, Sir Anthony Caro und Ray Smith aufstellen. Weiterhin wurde ein Besucherzentrum eingerichtet.
Das Kentuck Knob hat seit Mai 2000 den Status eines National Historic Landmarks und ist im National Register of Historic Places eingetragen.